# Le Ly Hayslip
Le Ly Hayslip, nata Phùng Thị Lệ Lý (Xã Hóa Quỳ, 19 dicembre 1949), è una scrittrice e filantropa vietnamita naturalizzata statunitense meglio nota per le sue due autobiografie, definite da Nguyễn Thanh Việt «forse l'unico libro di memorie mai scritto in inglese sull'esperienza dei civili vietnamiti vittime del fuoco incrociato della guerra del Vietnam».

## Biografia
È la minore di sei figli di una famiglia di contadini del Vietnam del Sud dedita alla risicoltura. Nel 1963, durante la guerra del Vietnam, perde suo fratello Sầu a causa di una mina antiuomo americana. Mentre gli altri fratelli combattono nelle file dei Viet Cong, Phùng fornisce loro informazioni: arrestata e torturata dai soldati governativi, viene liberata su pressione del cognato, che ha delle conoscenze nell'esercito. Nel 1965, all'età di 15 anni, è costretta a lasciare il villaggio, noto allora come Ky La, a seguito di una violenza sessuale da parte dei Viet Cong, forse perché erroneamente ritenuta una delatrice. Mantiene sé stessa e la propria famiglia rivendendo merci comprate ai soldati americani al mercato nero di Đà Nẵng e Saigon, in un'occasione prostituendosi per 400 dollari, cifra che avrebbe dato da vivere ai suoi per un anno intero. Nel 1966 ha un figlio illegittimo da una relazione col padrone di casa presso cui lavorava come domestica. Nel 1968, suo padre muore suicida.
Nel 1970 sposa l'appaltatore militare statunitense Ed Munro, con cui ha un altro figlio. Si trasferisce con lui a San Diego allo scadere del contratto. È durante questo periodo che le viene in mente di scrivere un resoconto della guerra dal suo punto di vista, notando che «in televisione [...] nessuno sembrava interessato al loro lato della storia. Ho letto libri di reduci e alcuni di loro erano veri, ma raccontano solo una parte». Nel 1972, Munro muore di enfisema e Phùng si trova sola in un paese che, da casalinga, non aveva mai imparato a conoscere: comincia a imparare l'inglese lavorando come donna delle pulizie. Nel 1975 si risposa con Dennis Hayslip, con cui ha un terzo figlio: nell'aprile dello stesso anno, grazie al lavoro del marito alla U.S. Customs, Phùng (ora Hayslip), riesce a evacuare la sorella, Lan, e i suoi due figli il giorno prima della caduta di Saigon. Il matrimonio con Dennis però non è felice, anche a causa degli attriti tra la sua fede battista e quella buddhista della moglie, e si interrompe nel 1982 quando lui muore in un incidente d'auto mentre sono in corso le procedure di divorzio.
Nel 1985, prima che il figlio maggiore, ora noto come James, parta per il college, comincia infine a scrivere il libro. Nel frattempo, aveva preso lezioni di economia al Mesa College di San Diego, riuscendo a guadagnare con dei buoni investimenti nel mercato immobiliare. Nel marzo del 1986, Hayslip torna in Vietnam per rincontrare coi figli tutti i membri della sua famiglia, alcuni dei quali non vedeva da più di vent'anni; rimane molto colpita dal constatare l'impatto ancora visibile lasciato dal conflitto.

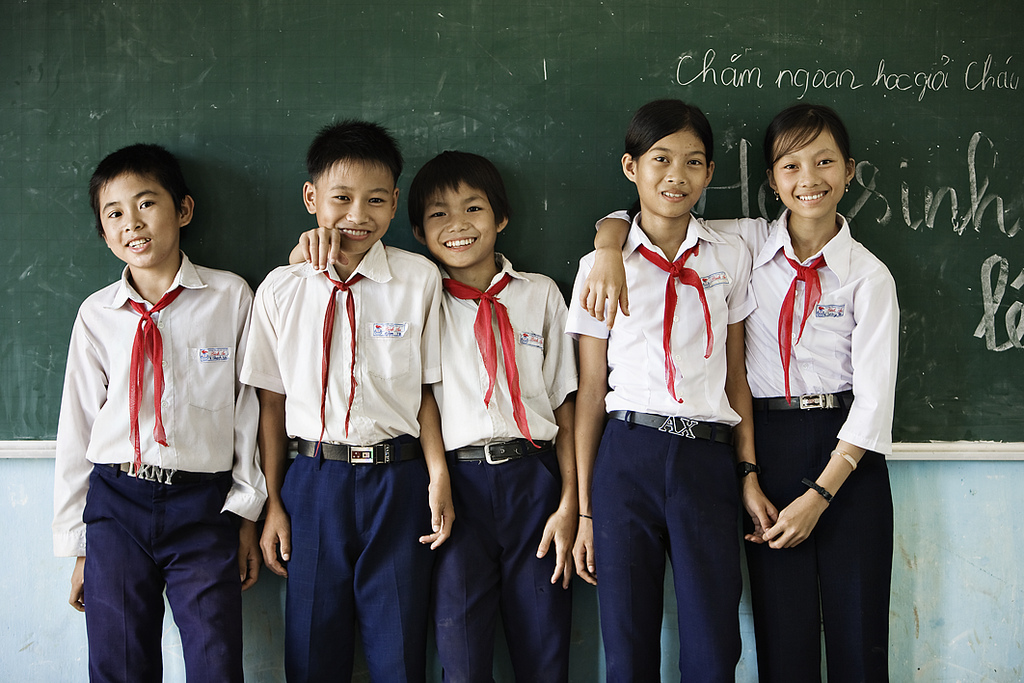
Un gruppo di bambini di un programma d'istruzione della EMW.

Tornata negli Stati Uniti, nel 1989 pubblica per Doubleday Quando cielo e terra cambiarono posto, resoconto delle sue vicende in Vietnam prima e dopo il suo ritorno, a cui nel 1993 fa seguire Figlia della guerra, donna di pace, dove dettaglia invece la sua vita in America. Coi proventi del suo primo libro fonda l'organizzazione non a scopo di lucro East Meets West Foundation, con la quale costruisce diverse cliniche in Vietnam per fornire assistenza ai civili rimasti mutilati dal conflitto, allo scopo di ricostruire i rapporti tra le due nazioni. Molti reduci americani della guerra hanno infatti appoggiato finanziariamente la costruzione di suddette cliniche, tra cui il regista Oliver Stone, che nel 1993 ha tratto un film, Tra cielo e terra, dalla sua vita. Col tempo, l'EMW si è ampliata, cominciando programmi per fornire beni di prima necessità, sanità, istruzione minorile e cure per bambini con difetti cardiaci congeniti in tutto il sud-est asiatico e in Africa. Nel 1999, Hayslip ha fondato la Global Village Foundation. Nel 2012, East Meets West Foundation ha ricevuto una donazione di 10,9 milioni di dollari dalla Bill and Melinda Gates Foundation per migliorare le pratiche sanitarie e d'igiene di circa 1,7 milioni di persone nelle zone rurali del Vietnam e della Cambogia.

## Opere
- (EN) Le Ly Hayslip e Jay Wurts, When Heaven and Earth Changed Places, New York, Doubleday, 1989, ISBN 0-385-24758-3.
  -  Quando cielo e terra cambiarono posto, traduzione di Marco Papi, Segrate, Mondadori, 1993, ISBN 9788804367598.
- (EN) Le Ly Hayslip e James Hayslip, Child of War, Woman of Peace, New York, Doubleday, 1993, ISBN 0-385-42111-7.
  -  Figlia della guerra, donna di pace, Venezia, Sonzogno, 1994, ISBN 9788845405969.